# Angelo Pisani
Angelo Pisani (falecido em 1475) foi um prelado católico romano que serviu como bispo de Bagnoregio (1462–1475).

## Biografia
A 26 de abril de 1462, Angelo Pisani foi nomeado durante o papado de Pio II como Bispo de Bagnoregio, onde serviu como bispo até à sua morte em 1475 (embora a sua data de morte não seja certa).